# Дождь без грома
«Дождь без грома» — американский научно-фантастический кинофильм 1993 года.

## Сюжет
Действие фильма происходит в 2042 году. Борцы за право женщин на аборт ослабили борьбу и законы об абортах под давлением церкви становились все строже и строже, пока не дошло до тотального запрета. Тем, кто пытался обойти этот запрет и тем, кто им помогал, грозит от 35 лет тюрьмы. В центре фильма — история молодой девушки, студентки, которая сделала аборт, и теперь ей и помогавшей ей матери грозит тюрьма.